# فلشلایت
فِلِشلایت (به انگلیسی: Fleshlight)، نام تجاری برند تولید‌کننده اسباب‌بازی‌های جنسی مصنوعی واژن، دهان یا مقعد است. این یک کمک‌وسیله خودارضایی است که با قرار دادن آلت تناسلی داخل دهانه آن استفاده می شود.

## تاریخچه
فِلِشلایت توسط استیو شابین طراحی و ساخته شد. وی توانست در سال ۱۹۹۸، این دستگاه را به عنوان «ابزاری برای گردآوری منی» ثبت اختراع کند. این دستگاه توسط شرکت اینتراکتیو لایف فرمز به بازار عرضه می‌شود. فلشلایت با محفظه درونی به شکل‌های واژن، مقعد یا دهان، در رنگ‌های پوست گوناگون (سفید، سیاه، سبزه، گندمی و...)، در مدل‌هایی مانند شیشه‌ای و با بوهای گوناگون در دسترس است.
در سال ۲۰۱۱، شرکت تولیدکننده فلشلایت یک بسته کامل از محصولات خود را برای اعضای یگان ویژه نیروی دریایی ایالات متحده آمریکا که در کشتن اسامه بن لادن شرکت داشتند، فرستاد.

## ابزارهای مشابه
فِلِشلایت دختران، یک ابزار خودارضایی زنانه است که بر اساس بدن بازیگران زن پرونوگرافی ساخته شده است. ابزاری به نام فِلِشجَک نیز برای مردان هم‌جنس‌گرا ساخته شده است. فِلِشکجَک پسران، یک آلت مصنوعی است که بر اساس بدن بازیگران مرد همجنسگرای پرونوگرافی ساخته شده است.
در سال ۲۰۱۷، فلش لایت با تولیدکننده فناوری جنسی هلندی KIIROO برای توسعه فِلِشلایت لانچ، یک ابزار تعاملی که می‌توانست استوانه فلش لایت را حرکت دهد و در عین حال با سرگرمی‌های بزرگسالان یا اسباب‌بازی‌های زنانه مربوطه همگام‌سازی شود، همکاری کرد.